# Gruzińskie odznaczenia
| Baretka                              | Nazwa                                                                          |
| Odznaczenia państwowe (prezydenckie) | Odznaczenia państwowe (prezydenckie)                                           |
| ------------------------------------ | ------------------------------------------------------------------------------ |
|                                      | Odznaka Narodowego Bohatera Gruzji                                             |
|                                      | Order Zwycięstwa Świętego Jerzego                                              |
|                                      | Order Dawida Aghmaszenebeli                                                    |
|                                      | Order Królowej Tamary                                                          |
| bez wstążki                          | Prezydencki Order Doskonałości                                                 |
|                                      | Order Świętego Mikołaja                                                        |
|                                      | Order Złotego Runa                                                             |
|                                      | Order Wachtanga Gorgasalego I rangi                                            |
|                                      | Order Wachtanga Gorgasalego II rangi                                           |
|                                      | Order Wachtanga Gorgasalego III rangi                                          |
|                                      | Order Honoru                                                                   |
|                                      | Medal Zaangażowania Cywilnego                                                  |
|                                      | Medal Odwagi Wojskowej                                                         |
|                                      | Medal Honoru Wojskowego                                                        |
|                                      | Medal Honoru                                                                   |
| Odznaczenia resortowe                |                                                                                |
|                                      | Medal „Za nienaganną służbę w systemie Ministerstwa Obrony Gruzji” I Stopnia   |
|                                      | Medal „Za nienaganną służbę w systemie Ministerstwa Obrony Gruzji” II Stopnia  |
|                                      | Medal „Za nienaganną służbę w systemie Ministerstwa Obrony Gruzji” III Stopnia |
|                                      | Medal „Oddany Ojczyźnie” (Ministerstwo Obrony Gruzji)                          |
|                                      | Medal „Kakuca Czolokaszwili” (Ministerstwo Obrony Gruzji)                      |
|                                      | Medal „Generał Kwinitadze” (Ministerstwo Obrony Gruzji)                        |
|                                      | Medal „Generał Mazniaszwili” (Ministerstwo Obrony Gruzji)                      |
|                                      | Medal „Giorgi Ancuchelidze” (Ministerstwo Obrony Gruzji)                       |
|                                      | Medal „Szlachetny Partner” (Ministerstwo Obrony Gruzji)                        |
|                                      | Nagroda MSZ – Medal Sulchana Saby Orbelianiego                                 |
| Ordery dynastyczne Bagratydów        |                                                                                |
|                                      | Order Orła Gruzji – Łańcuch (ust. 1939)                                        |
|                                      | Order Orła Gruzji – Krzyż Wielki (ust. 1939)                                   |
|                                      | Order Orła Gruzji – Wielki Oficer (ust. 1939)                                  |
|                                      | Order Orła Gruzji – Komandor (ust. 1939)                                       |
|                                      | Order Orła Gruzji – Oficer (ust. 1939)                                         |
|                                      | Order Orła Gruzji – Kawaler (ust. 1939)                                        |
|                                      | Order Królowej Tamary – wstążka standardowa (ust. 1915)                        |
|                                      | Order Królowej Tamary – wstążka dla Niemców (ust. 1915)                        |
|                                      | Order Korony (ust. 2013)                                                       |